# Strzelecka Kotlina

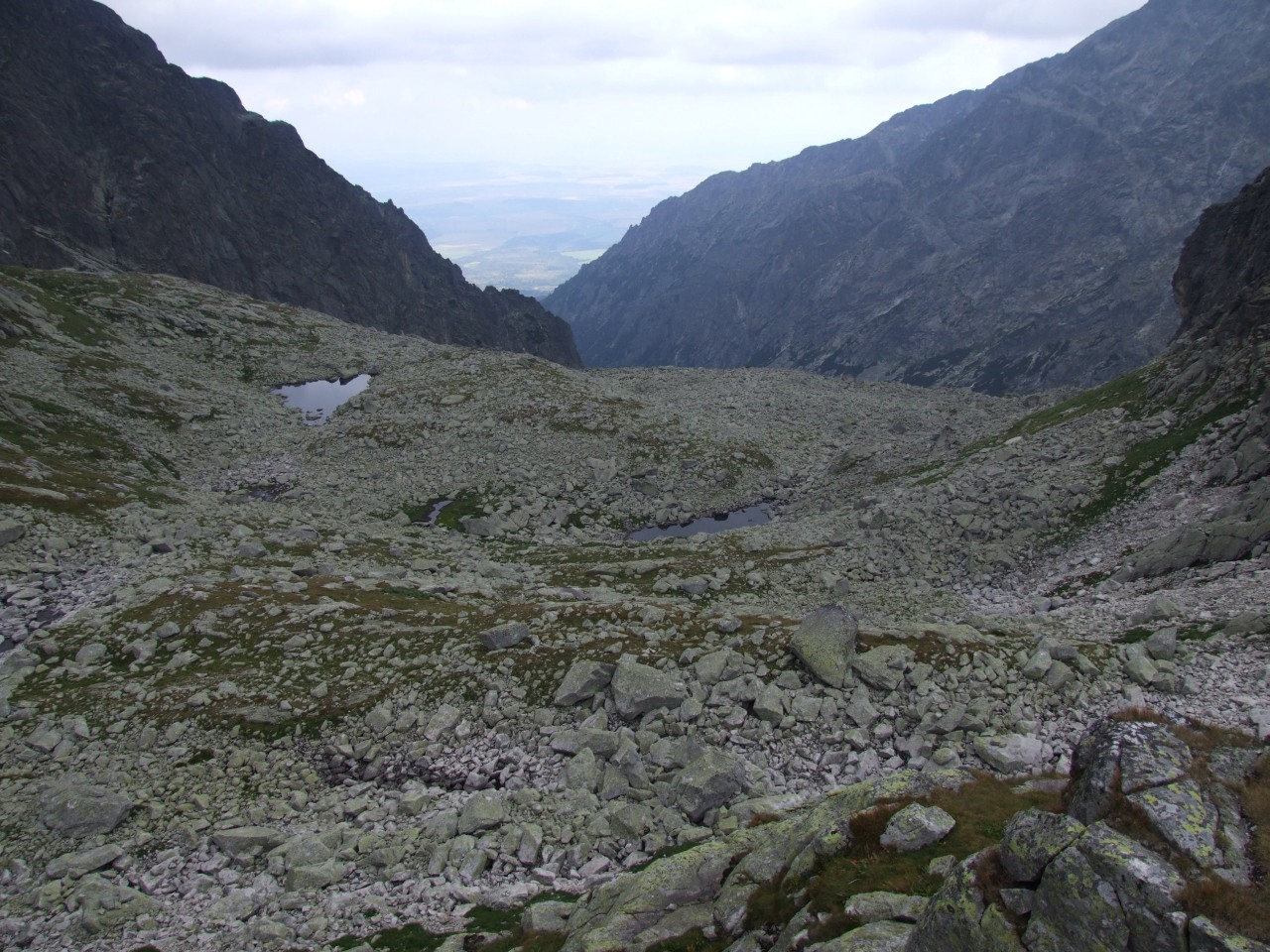
Strzeleckie Stawy i Strzelecka Kotlina

Strzelecka Kotlina (słow. Strelecká kotlina, Kotol Streleckých plies) – kotlina położona na wysokości od 1850 do 2050 m n.p.m. we wschodniej części Doliny Staroleśnej w słowackich Tatrach Wysokich. Na dnie Strzeleckiej Kotliny leżą dwa Strzeleckie Stawy (Niżni i Wyżni Strzelecki Staw), które wchodzą w skład większej grupy 27 Staroleśnych Stawów. Przez Strzelecką Kotlinę nie prowadzą żadne znakowane szlaki turystyczne.
Strzelecka Kotlina sąsiaduje:
- od północy ze Strzeleckimi Polami – oddzielona skalnym progiem zwanym Wyżnimi Strzeleckimi Spadami,
- od południa z Wyżnim Staroleśnym Ogrodem – oddzielona progiem zwanym Niżnimi Strzeleckimi Spadami,
- od północnego zachodu z Siwą Kotliną – oddzielona Strzeleckim Przechodem i masywem Strzeleckiej Turni,
- od południowego zachodu z Niespodzianym Ogródkiem – oddzielona masywem Strzeleckiej Turni.